# One Man Revolution
One Man Revolution är det första albumet av The Nightwatchman, Tom Morellos soloprojekt. Det gavs ut i april 2007, i tomrumet mellan att Audioslave upplösts och Rage Against the Machine återförenats. Det producerades av Brendan O'Brien, som tidigare arbetat med både Audioslave och Rage Against the Machine.

## Låtlista
1. "California's Dark" - 4:00
2. "One Man Revolution" - 3:25
3. "Let Freedom Ring" - 5:19
4. "The Road I Must Travel" - 3:51
5. "The Garden of Gethsemane" - 4:02
6. "House Gone Up in Flames" - 3:23
7. "Flesh Shapes the Day" - 3:44
8. "Battle Hymns" - 4:36
9. "Maximum Firepower" - 4:19
10. "Union Song" - 3:15
11. "No One Left" - 3:33
12. "The Dark Clouds Above" - 2:23
13. "Until the End" - 4:24